# Бета израел
Бета израел, наричани още фалаша или фалаш мура, са етническа група, произлизаща от Етиопия и изповядваща юдаизъм.
През втората половина на XX век над 80 % от бета израел емигрират в Израел. Днес там живеят около 90 000 души, а в Етиопия са останали още около 15 000.
В миналото бета израел са говорели кушитския език кайла, но днес са приели семитския амхарски език. В богослужението си използват геез, а от 1950-те години в училищата, най-вече в Израел, изучават иврит.

## Произход

### Според традициите на бета израел
Според етиопската легенда, описана в „Кебра Нагаст“, етиопците са потомци на еврейски племена, дошли в страната, заедно с Менелик I, смятан за син на цар Соломон и Савската царица (наричана Макида в „Кебра Нагаст“). Според легендата Менелик, вече пораснал, посещава баща си в Йерусалим и донася в Етиопия Кивота на завета. В Библията не се споменава пряко за сексуални контакти между Соломон и Савската царица, нито за изчезване на Кивота.
Самите бета израел смятат, че легендата от „Кебра Нагаст“ е измислена. Те вярват, основавайки се на разказите от 9 век за Елдад ха-Дани, че племето на Дан, опитвайки се да избегне гражданска война в Израел, се заселило в Египет. Оттам то се придвижило на юг по течението на Нил до Етиопия и етиопските евреи са негови потомци.
Според други източници много евреи са отведени от Израел като пленници от Птолемей I (322 пр.н.е. – 285 пр.н.е.) в Египет и се заселват по границите на държавата му с Нубия. Друг разказ, предаван от поколение на поколение, твърди, че те са пристигнали през областта Кара в Западна Етиопия или по река Гуанго, като в някои версии дори се уточнява пътя от Египет.

### Равинистични възгледи
Според някои авторитети на халака, бета израел са потомци на племето на Дан, едно от Десетте изгубени племена. Те смятат, че тези хора са основали еврейско царство, просъществувало векове. С възхода на християнството, а след това и на исляма, трите общности влизат в конфликт, като в крайна сметка християнското и мюсюлманското царство в Етиопия превръщат еврейското в малка и обедняла държавица.
Първият авторитет, изложил този възглед, е равин Давид бен Зимра (1462 – 1572), а в наши дни той е официално подкрепен от равин Овадия Йосеф през 1973. Други халакистки авторитети, сред които равините Моше Файнщайн, Йосеф Шалом Елиашив и Шломо Залман Ауербах, подлагат на съмнение принадлежността на бета израел към еврейството. И двете направления изискват от бета израел да преминат през процедура, макар и съкратена, по приемане на юдаизма.

### Анализи на ДНК
Поредица от сравнителни анализи на ДНК (, , , ,  Архив на оригинала от 2013-08-01 в archive.today) показват, че бета израел се различават генетично от останалите еврейски общности и са близки до нееврейското население на Етиопия. Изследване на Станфордския университет ( Архив на оригинала от 2005-10-03 в Wayback Machine.) открива връзка между малки извадки от етиопски и йеменски евреи, но възможно обяснение за това е миграция от Етиопия към Йемен или непряка генетична връзка, включваща еврейско и нееврейско население от двата региона.

### Академични възгледи
В миналото учените са разделени по проблема с произхода на бета израел. Те са смятани или за потомци на еврейско племе, или за приели юдаизма от евреи, живеещи в Йемен, Южен Египет (Елефантина) или дори от еврейска общност в самата Етиопия, за която се говори в Книга на пророк Исаия (ок. 740 пр.н.е.).
Съвременните специалисти по етиопска история и история на етиопските евреи, като Джеймс Куирин, Стив Каплан, Кай Шелемай и Харълд Маркъс, се обединяват около възгледа, че бета израел са група местни етиопски християни, които около 14-16 век възприемат библейските практики и започват да се определят като евреи. Харълд Маркъс свързва появата им с преследванията на съботянското движение на Абба Евостатевос (ок. 1273 – 1352), остатъците от което според него се превръщат в днешните бета израел. Тези теории са подкрепени и от повечето ДНК анализи.

## История
Бета израел произлизат от еврейски анклав в платата на Етиопия, който остава изолиран от останалите еврейски общности до 1860-те. В Европа за тях се споменава за пръв път през 1790, когато пътешественикът Джеймс Брус публикувал в Единбург книга под заглавие „Пътувания за откриване на извора на Нил“. През 1860 един покръстен евреин пътува до Етиопия, за да се опита да привлече бета израел към християнството.
Израелското правителство приема официално бета израел за евреи през 1975, след като министър-председателят Менахем Бегин получава ясни указания за това от главния равин Овадия Йосеф. Въпреки това от тях се изисква формално да приемат юдаизма.
Операция Моисей, която има за цел преселването на бета израел в Палестина, е прекъсната през 1985, оставяйки много от тях в Етиопия. Едва през 1990 Израел и Етиопия постигат споразумение, позволяващо на останалите бета израел да емигрират.
През 1991 политическата и икономическа обстановка в Етиопия се дестабилизира, след като бунтовници превземат столицата Адис Абеба. Загрижено за съдбата на бета израел в тази ситуация, правителството на Израел, заедно с няколко частни организации, се подготвя тайно да продължи с преселването. На 24 май започва операция Соломон. За 36 часа с помощта на 34 пътнически самолета на El Al, чиито седалки са свалени, за да се увеличи капацитета им, до Израел са превозени 14 325 етиопски евреи.

## Език
Бета Израел някога са говорили Квара и Кайла, като и двата от които са агавски езици. Днес те говорят тигриня и амхарски – и двата семитски езика. Техният литургичен език е Геез, който също е семитски. От 50-те години на миналия век те преподават иврит в своите училища. Бета Израел, живеещи в държавата Израел, използват съвременния иврит като ежедневен език.

## Религиозни традиции
Най-почитаната книга от бета израел е Петокнижието, наричано от тях Орит, като следващите части на Библията имат второстепенно значение. За свещени се смятат и някои книги извън традиционния библейски канон – Книга на Енох, Книга на Барух, Книга на Езра. Изглежда изходните текстове за библейските писания на бета израел са древни гръцки преводи, като Септуагинта, които включват и някои апокрифи.
Бета израел имат и няколко други култови книги, сред които са Книга на учениците, Деяния на Моисей, Апокалипсис на Горгорий, Медраш Абба Елиджа, както и биографии на техните родоначалници – Гадла Адам, Гадла Аврахам, Гадла Ишак, Гадла Яков, Гадла Моше, Гадла Аарон, Нагара Мусие, Мота Мусие.